# 厄于斯泰因·布罗滕
厄于斯泰因·布罗滕（挪威語：Øystein Bråten，1995年7月21日—），挪威男子自由式滑雪运动员。他曾代表挪威参加2014年和2018年冬季奥林匹克运动会自由式滑雪比赛，获得一枚金牌。